# Еврідіка II Македонська
Еврідіка II Македонська (356—317 рр. до н. е.) — македонська цариця, дружина царя Філіппа III Аррідея, та онука видатного полководця Філіппа II Македонського. Вона відігравала ключову роль у політичних інтригах під час боротьби діадохів за владу після смерті Александра Македонського.

## Походження та ранні роки
Еврідіка, спочатку відома під ім'ям Адеа, народилася в знатній македонській родині. Вона була дочкою полководця Аміна II Лінкестійця та Кінани, яка була донькою царя Філіппа II Македонського і зведеною сестрою Александра Македонського. Її рід з боку матері був тісно пов'язаний із династією Аргеадів, що дозволило Еврідіці брати участь у подіях, які мали вирішальний вплив на подальшу долю Македонії.

## Шлюб із Філіппом III Аррідеєм
У 322 р. до н. е. Еврідіка вийшла заміж за Філіппа III Аррідея, зведеного брата Александра Македонського, який після смерті останнього став одним із номінальних царів Македонії. Філіпп III був слабкою фігурою, ймовірно, через психічний розлад, тому Еврідіка, як його дружина, отримала значний політичний вплив.

## Політична роль
Еврідіка активно втручалася у внутрішні справи Македонії, зокрема під час боротьби між діадохами. Вона прагнула здобути самостійну владу і підтримувала Кассандра, сина полководця Антипатра, у його боротьбі проти регента Македонії Поліперхона. Її політична активність та амбіції часто спричиняли конфлікти при дворі.

## Конфлікт з Олімпіадою
Одним із ключових супротивників Еврідіки стала Олімпіада Епірська, мати Александра Македонського, яка намагалася зберегти владу своєї родини. У 317 р. до н. е. Олімпіада повернулася до Македонії і організувала переворот проти Еврідіки та її чоловіка. У результаті Еврідіку і Філіппа III було захоплено і страчено за наказом Олімпіади.

## Смерть
Еврідіка була страчена в 317 р. до н. е. після того, як Олімпіада захопила контроль над Македонією. Її смерть стала результатом запеклої боротьби за владу в епоху війн діадохів, коли македонська імперія розпадалася після смерті Александра Великого.

## Спадщина
Еврідіка II Македонська була однією з небагатьох жінок, які намагалися активно впливати на політичну ситуацію в період розпаду імперії Александра Македонського. Її політичні амбіції та активна участь у змовах роблять її фігуру важливою для розуміння складних процесів, які відбувалися в Македонії та Греції у період після Александра.